# نظام التصاريح الإسرائيلية في الضفة الغربية

خريطة الضفة الغربية

نظام التصاريح الإسرائيلي في الضفة الغربية هو نظام قانوني يُرغم الفلسطينيين على الحصول على عدد من التصاريح المنفصلة من السلطات العسكرية الإسرائيلية التي تُشرف على الفلسطينيين في الضفة الغربية التي تحتلها إسرائيل لمجموعة واسعة من الأنشطة. صدر الأمر العسكري الأول الذي يوجب تصاريح من الفلسطينيين قبل نهاية حرب 1967. قوبلت انتفاضتا 1987 و2001 بتدابير أمنية متزايدة، وتمييز بطاقات الهوية إلى اللونين الأخضر والأحمر، وسياسات إغلاق القرى، وحظر التجول، والقيود الأكثر صرامة على حركة الفلسطينيين، مع استبدال تصريح الخروج العام لعام 1972 بالتصاريح الفردية. كان التبرير الإسرائيلي المعلن لنظام التصاريح الجديد هذا فيما يتعلق بالتنقلات هو احتواء توسع الانتفاضات وحماية كل من جيش الاحتلال الإسرائيلي والمدنيين الإسرائيليين من المواجهات العسكرية مع الفلسطينيين المسلحين. توسع النظام منذ ذلك الحين ليشمل 101 نوعًا مختلفًا من التصاريح التي تغطي تقريبًا كل جانب من جوانب الحياة الفلسطينية، التي تحكم التنقلات في إسرائيل، في المستوطنات الإسرائيلية، والعبور بين غزة والضفة الغربية، والقدس، ومنطقة التماس والسفر إلى الخارج عبر الحدود الدولية. رفضت المحكمة الإسرائيلية العليا الالتماسات ضد نظام التصاريح، بحجة أنه بالرغم من أنه يمس بشدة بحقوق السكان الفلسطينيين ولكن الضرر كان متناسبًا.
اعتبر باحثون أكاديميون مثل رونيت لينتين [الإنجليزية] وياعيل بيردا وآخرون النظام بأنه مثال على التنميط العنصري [الإنجليزية]، وقد وُصف النظام بأنه تعسفي وأنه حوّل حقوقًا مثل حرية التنقل إلى مجرد امتيازات يمكن أن تكون ممنوحة أو ملغاة من قبل السلطة العسكرية. شُبه النظام نفسه بقوانين المرور في جنوب إفريقيا في ظل نظام الفصل العنصري،  حيث كتبت جينيفر لوينشتاين [الإنجليزية] أن النظام «أكثر تعقيدًا ويُطبق بلا رحمة من نظام المرور لنظام الفصل العنصري». دافعت إسرائيل عن نظام التصاريح باعتباره ضروريًا لحماية الإسرائيليين في الضفة الغربية مما تصفه بالتهديدات المستمرة بهجمات المسلحين الفلسطينيين.

## تعريفات
وفقًا لياعيل بيردا من الجامعة العبرية في القدس، فإن نظام التصاريح الإسرائيلي هو أحد العناصر الثلاثة التي تقوم عليها الإدارة العسكرية الإسرائيلية للسكان المحتلين من خلال الاستخبارات والسيطرة الاقتصادية والتنميط العنصري [الإنجليزية]. يعرّف بيردا «نظام التصاريح» على أنه «الجهاز البيروقراطي للاحتلال على غرار ما طُور في الضفة الغربية بين توقيع اتفاقيات أوسلو في عام 1993 حتى أوائل القرن الحادي والعشرين». جادلت شيريل روبنبرغ [الإنجليزية] بأن نظام التصاريح كان الأداة الأكثر فاعلية فيما أطلق عليه باحثون أكاديميون آخرون تقنيات إسرائيل «للعنف المعلق».
كتب نيف غوردون [الإنجليزية] من جامعة بن غوريون في النقب أن نظام التصاريح هو في الوقت نفسه «سقالة للعديد من أشكال السيطرة الأخرى» بينما يشكل أيضًا جزءًا من «البنية التحتية للسيطرة» للاحتلال الإسرائيلي. يعرّف أيال غروس من جامعة تل أبيب نظام التصاريح بأنه «نظام قانوني يتعلق بحرية التنقل». وقد كتب أن النظام يسمح لإسرائيل بمزيد من السيطرة على حياة الفلسطينيين بما يتماشى مع هدف «السيطرة غير الاحتكاكية» الذي يسعى إليه الجيش الإسرائيلي.
كتب أرييلا أزولاي وعدي أوفير [الإنجليزية] أن النظام نفسه يعمل كحلقة وصل بين الأجهزة الأمنية والسلطات المدنية لأن أي موافقة على التصريح تتطلب موافقة عناصر الأمن داخل المكاتب الإدارية. وكتبوا أنه في حين أن التصاريح نفسها لها تاريخ طويل كأداة بيروقراطية، فإن النظام «اكتسب حياة ومنطقًا خاصًا به في الأراضي المحتلة».

## التاريخ

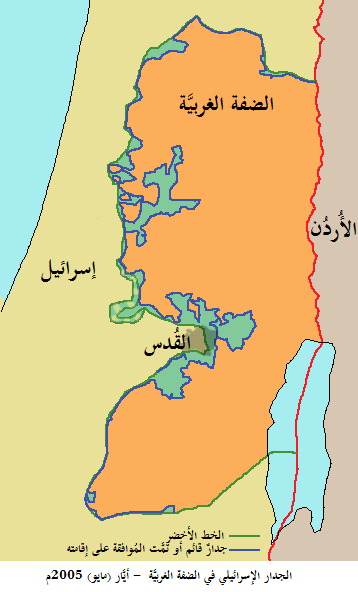
مسار الجدار (وفقًا لرأي محكمة العدل الدولية حول قضية الجدار) اعتبارًا من مايو 2005. منطقة التماس ، وهي المنطقة الواقعة بين الجدار (وفقًا لرأي محكمة العدل الدولية في قضية الجدار) وخط الهدنة العربية الإسرائيلية لعام 1949، باللون الأزرق والأخضر.

بدأ تطبيق نظام التصاريح قبل انتهاء الأعمال العدائية في حرب 1967. قد تكون التصاريح مطلوبة لمجموعة واسعة من الأنشطة، ويذكر جوردون بشكل عام أن «نظام التصاريح يعمل على تشكيل كل جانب من جوانب الحياة الفلسطينية عمليًا». في غضون عشرة أيام من نهاية الحرب، صدر أمر عسكري يتطلب تصريحًا لإجراء أي صفقة تجارية تتعلق بأرض أو ممتلكات. في نفس اليوم، أُعلن عن أمر يلزم الفلسطينيين بالحصول على تصريح لحيازة أي عملة أجنبية، مع العقاب بالسجن لمدة تصل إلى خمس سنوات في حالة انتهاكاتها. وصارت هناك حاجة إلى تصاريح لتركيب أي جهاز مائي، أو لأداء الأعمال الكهربائية، بما في ذلك توصيل مولد. من أجل نقل أي مصنع أو سلعة إلى أو خارج الأراضي الفلسطينية، كان من الضروري الحصول على تصريح. سيتطلب تصريحًا للعمل لأي شكل من أشكال النقل، بما في ذلك الجرارات وعربات الحمير. يجرم الأمر العسكري 101 الصادر بعد شهرين من الاحتلال في ذلك العام أي «موكب أو تجمع أو حشد» يُنظم دون الحصول أولاً على تصريح من قائد عسكري، وعُرف "التجمع" على أنه أي تجمع من عشرة أشخاص أو أكثر قد يتناول إما مسألة سياسية أو أي شيء آخر يمكن تفسيره على أنه يهدف إلى "التحريض". وعُرف "التحريض" على أنه محاولة للتأثير على الرأي العام بطريقة من شأنها الإخلال بالسلم أو النظام العام.
في عام 1968، أصدرت إسرائيل «تعليمات الدخول إلى إسرائيل» التي تطلب من جميع الأشخاص الذين يدخلون إسرائيل حيازة تصريح ساري المفعول ومنحت سلطة إصدار هذه التصاريح للقائد العسكري الإقليمي. لم يكن لهذا التوجيه أي تأثير عملي في ذلك الوقت حيث سمحت إسرائيل كسياسة بالتنقل بين الأراضي الفلسطينية المحتلة حديثًا في قطاع غزة والضفة الغربية من وإلى إسرائيل. في عام 1972، أصدرت إسرائيل تصاريح خروج عامة لجميع سكان الضفة الغربية وقطاع غزة لدخول إسرائيل والقدس الشرقية بين الساعة 1 صباحًا و5 صباحًا، مما أضفى الطابع الرسمي على سياسة فتح الحدود غير الرسمية بين إسرائيل والأراضي الفلسطينية.
حتى الانتفاضة الأولى عام 1987، كان أكثر من 100 000 فلسطيني يسافرون بحرية إلى إسرائيل يوميًا، في سيارات تحمل لوحات من الضفة الغربية، دون عوائق مهمة. تنطبق القيود فقط على المدانين بارتكاب جرائم أمنية. مع الانتفاضة، فرض الجيش الإسرائيلي قيودًا أكبر على حركة الفلسطينيين وفرض إجراءات أمنية مثل حظر التجول والإغلاق ووضع علامات على بطاقات الهوية إما باللون الأخضر لمن مُنعوا من دخول إسرائيل، أو باللون الأحمر بالنسبة لبقية السكان. في عام 1991، أثناء حرب الخليج، أُلغي تصريح الخروج العام واستبدل بنظام التصاريح الفردية المصمم «لتصفية الحركة الفلسطينية تحت الذريعة الأمنية في إسرائيل». تركت اتفاقيات أوسلو المؤقتة لإسرائيل سيطرة جزئية أو كاملة على 83 % من الضفة الغربية، ووفقًا لرشيد الخالدي، شرعت إسرائيل في نفس الوقت في تشديد القيود على ما يسميه 'مصفوفة سيطرتها، من خلال تطوير وهو عبارة عن «شبكة إجراءات» معقدة بما في ذلك «نظام التصاريح الشامل» الذي خنق حركة الفلسطينيين في المناطق.
بعد انهيار المفاوضات في قمة كامب ديفيد عام 2000 واندلاع الانتفاضة الثانية، فرض جيش الاحتلال الإسرائيلي إغلاقًا تامًا على الأراضي المحتلة وجعل نظام التصاريح أكثر صرامة من أجل حماية مصالحه الأمنية المتصورة وحماية المدنيين من المواجهة المسلحة مع المسلحين الفلسطينيين. بعد فشل المحاولات الأولية لقمع الانتفاضة، تم بناء الجدار الإسرائيلي في الضفة الغربية خلف الخط الأخضر. رافق ذلك زيادة أخرى في أنواع تصاريح الوصول التي تنظم الحركات الفلسطينية.  نظام التصاريح ونقاط التفتيش وغيرها من الإجراءات أثبتت فعاليتها في إنهاء الانتفاضة الثانية، لكن البعض، حتى القادة الإسرائيليين، يجادلون بأن الإحباطات التي تسببها مثل هذه السياسات التقييدية يمكن أن تساعد في تعزيز الإرهاب ذاته الذي يسعون إلى إخماده.

## الأبعاد

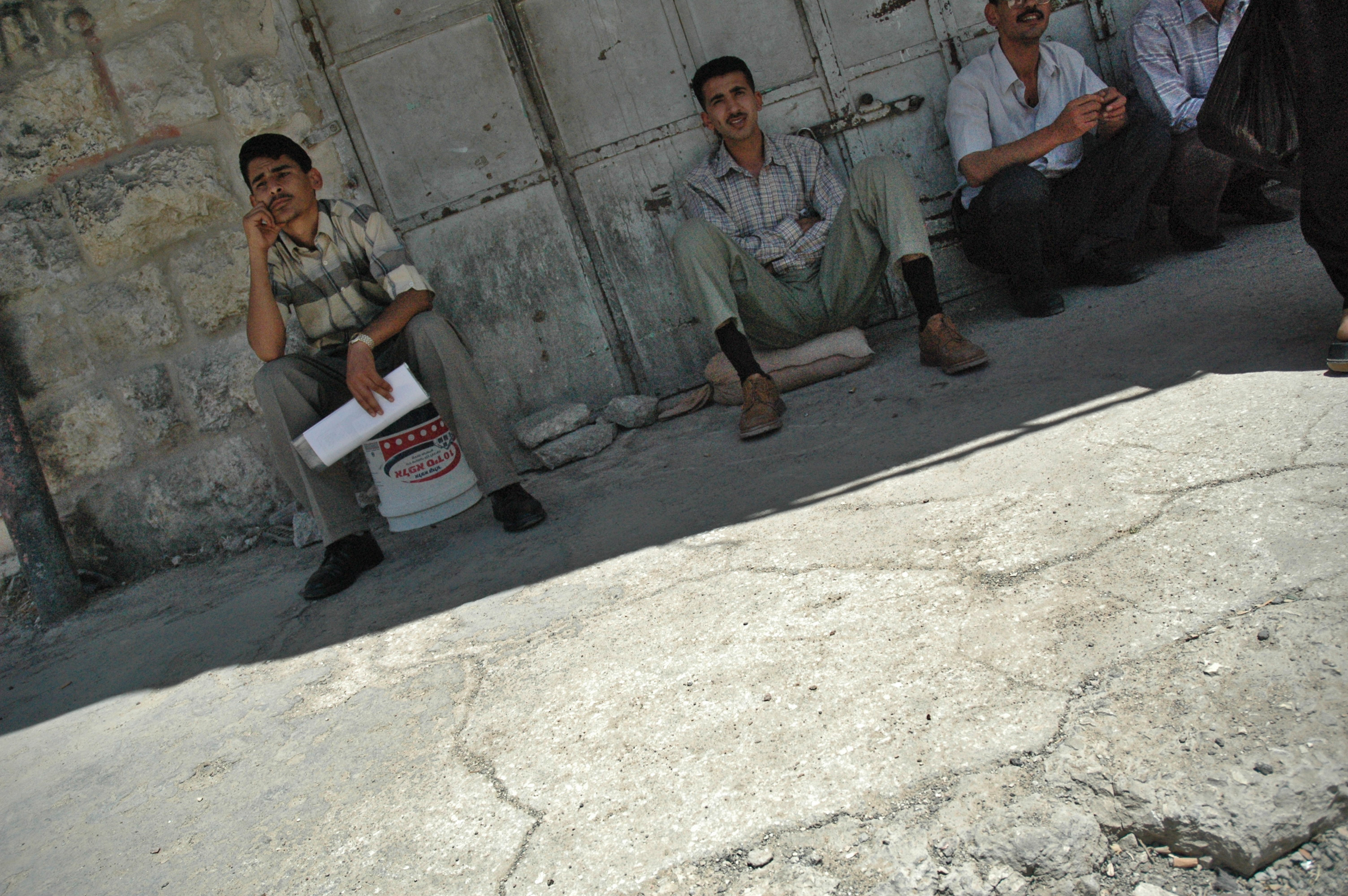
محتجزون فلسطينيون أمام الحاجز

خضع تحت الحكم العسكري الإسرائيلي كل جانب من جوانب الحياة الفلسطينية اليومية تقريبًا للوائح عسكرية منتشرة، قاربت 1300 لائحة بحلول عام 1996، من زراعة الأشجار واستيراد الكتب إلى توسعات المنازل. في العقدين الأولين من الاحتلال، طُلب من الفلسطينيين التقدم إلى السلطات العسكرية للحصول على تصاريح وتراخيص لعدد من الأمور مثل رخصة القيادة والهاتف والعلامة التجارية وتسجيل المواليد وشهادة حسن السيرة والسلوك التي لا غنى عنها للدخول في العديد من فروع المهن وأماكن العمل، مع اعتبارات أمنية مفترضة تحدد القرار، الذي سُلم عن طريق الاتصال الشفوي. يأتي المصدر الحيوي للمعلومات حول المخاطر الأمنية من جهاز الأمن العام الشباك، والذي تبين أنه كان يضلل المحاكم بانتظام منذ 16 عامًا. وقد وُصف الحصول على مثل هذه التصاريح على أنها طريق الآلام للفلسطينيين الذين يطلبونها. في عام 2004، فقط 0.14 %(1) من سكان الضفة الغربية  كان لديهم تصاريح سارية المفعول للتنقل عبر نقاط التفتيش في الضفة الغربية، بينما طوال عام 2004 بأكمله، كان 2.45 % فقط من سكان الضفة الغربية يحملون نوع من أنواع التصاريح على الإطلاق. حرم الأمر العسكري رقم 101 سكان الضفة الغربية من الحق في الشراء من الخارج(2) أي شكل من أشكال المطبوعات مثل الكتب والملصقات والصور الفوتوغرافية وحتى اللوحات ما لم يكن هناك إذن مسبق من الجيش. أثرت المحظورات أيضًا على قواعد الملبس من خلال عدم السماح بتركيبات ألوان معينة في الملابس أو رفض تغطية مياه الصرف الصحي في مركز احتجاز الأنصار في النقب 111  حيث قضى عدد كبير من الفلسطينيين فيه وقتًا.
وفقًا لمنظمة هموكيد الإسرائيلية غير الحكومية، يمكن لأي سائح من جميع أنحاء العالم أو أي إسرائيلي السفر عبر منطقة التماس ولكن يُمنع الوصول للفلسطينيين المحليين(3) ما لم يتمكنوا من الحصول على من السلطات العسكرية الإسرائيلية أي واحد من 13 تصريحًا، حسب احتياجاتهم. وهي مصنفة على النحو التالي:
- شهادة إقامة دائمة
- تصريح مزارع دائم
- تصريح مزارع مؤقت
- تصريح عمل
- تصريح وظيفة
- تصريح احتياجات شخصية
- تصريح عامل تعليم
- تصريح موظف منظمة دولية
- تصريح موظف السلطة الفلسطينية
- تصريح عامل البنية التحتية
- تصريح طاقم طبي
- تصريح طالب
- تصريح الطفل القاصر.[6][3]

كل نوع من أنواع التصاريح له متطلبات خاصة، وكلها مؤقتة. من الناحية الفنية، قد يغطي تصريح من هذا النوع مدة عامين، ولكن يجب تجديد معظمها كل ثلاثة أشهر.
يتطلب العلاج الطبي في إسرائيل أو المستشفيات الفلسطينية في القدس الشرقية الحصول على ثلاثة تصاريح مختلفة، اعتمادًا على ما إذا كان الشخص مريضًا أو مرافقًا أو طبيبًا أو زائرًا للمريض في المستشفى. يُسمح لأقارب الدرجة الأولى أو الثانية في الضفة الغربية وقطاع غزة بالتقدم للحصول على تصاريح السفر اللازمة بمناسبة الجنازات وحفلات الزفاف. يحتاج الأطفال الفلسطينيون إلى تصريح خاص للالتحاق بالمدرسة في القدس الشرقية. كما أن تصريح خاص مطلوب في حالة عمل الفلسطيني في كنائس في إسرائيل. في عام 2016، مُنح تصريح لـ 105 فلسطيني ورفض لـ 68 آخرون من بين 291 فلسطينيًا من غزة طلبوا تصريحًا بالسفر بمناسبة وفاة الأسرة / العشيرة،، بينما بقيت الطلبات المتبقية معلقة. حصل 84 فلسطيني على تصريح لحضور مؤتمر من بين 803 ساعٍ للحصول عليه، في حين رُفض 133 طلب. لم يُمنح ولم يُرفض أي طلب من بين 148 التماساً قدمها مسيحيو غزة لزيارة الأماكن المقدسة خارج القطاع. في جميع الأحوال، تُرك الالتماس معلقًا.

## الحصول على التصاريح
منذ عام 1991، لم توضح إسرائيل علنًا المعايير التي تحكم التصاريح بقواعد متسقة واضحة. للحصول على تصريح في الثمانينيات والتسعينيات، كان المتقدمون ملزمون بالحصول على ختم موافقة من عدة مكاتب منفصلة، ودفع رسوم في كل مرة. نماذج تصاريح شاملة: من مكتب الضرائب، والشرطة المحلية، والبلدية، و «روابط القرى» التي ترعاها إسرائيل (4) وجهاز الأمن العام (الشاباك) لم يضمنوا الموافقة.
تتأثر حياة ما يقرب من 4.5 مليون فلسطيني في الأراضي الفلسطينية الخاضعة لسيطرة إسرائيل تقريبًا بشكل مباشر أو غير مباشر بنظام التصاريح. أدى تعدد أنواع التصاريح والتعقيدات القانونية للتأهل للحصول عليها إلى خلق بيروقراطية مترامية الأطراف، مليئة بالوسطاء، ويمكن القول إنها تغذي الفساد، لأن ما يصل إلى 25 % من الأجور التي يكسبها العديد من العمال الفلسطينيين الذين لديهم إذن بالعمل في إسرائيل يمكن أن يُطلب منهم سداد رواتب سماسرة التصاريح الذين يُعتقد، بدورهم، أنهم يشاركون أرباحهم مع أرباب العمل الإسرائيليين في نوع من ترتيب الرشاوى.
يحتفظ الشاباك بقائمة بأسماء الفلسطينيين الممنوعين من دخول إسرائيل. قبل الانتفاضة الثانية، كان عدد ما يوجد بالقائمة عدة آلاف فقط، وفي السنوات الست التي تلت الانتفاضة توسعت لتشمل ما يقرب من 250 ألف فلسطيني من الضفة الغربية. بحلول عام 2007، صُنف ما يقرب من خُمس السكان الذكور الفلسطينيين الذين تتراوح أعمارهم بين ستة عشر وخمسة وستين عامًا في الضفة الغربية على أنهم «تهديدات أمنية»، مما أدى إلى منعهم من الحصول على تصاريح التنقل. يستخدم الشاباك أيضًا عملية التجديد المنتظمة لتجنيد متعاونين فلسطينيين، وفي حين أن نسبة الفلسطينيين المقبولين منخفضة، فإن الشك في التعاون يقع على عاتق جميع أولئك الذين يحصلون على تصاريح دخول، مع ملاحظة ياعيل بيردا أن «النتيجة هي الحل من النسيج الاجتماعي بسبب الشك الدائم».
يمكن إلغاء تصاريح العمل في إسرائيل إذا قُتل أحد أقارب العامل نتيجة إطلاق نار إسرائيلي طائش. عندما أصيب المصور الصحفي أمجد العلمي من بيت أمر برصاصة في رأسه أثناء وقوفه في مدخل منزله في آذار 2002، مُنع شقيقه مؤيد من الحصول على تصريح للعمل في إسرائيل لأن شاباك اعتبره خطرًا أمنيًا. أُلغي الحظر بعد عقد ونصف، واستأنف مؤيد العلمي العمل متعاقدًا في تل أبيب. في 28 يوليو / تموز 2021، بينما كانت العائلة في طريقها إلى نزهة، قفي 28 يوليو / تموز 2021 ، بينما كانت العائلة في طريقها إلى نزهة ، فسر أحد الجنود الإسرائيليين الأربعة  طقطقة من السيارة على أنها مشبوهة، ورمى طلقات نارية من مدفع رشاش ، وقتل أحد أطفال مؤيد الثلاثة ، محمد (11 سنة)، في السيارة. بعد فترة وجيزة، أُلغي تصريح عمله لأنه، بصفته والد أحد ضحايا النزاع، عُدّ مرة أخرى خطرًا أمنيًا.

### شهادة الميلاد
كان أحد سكان بيت لحم، يحاول تسجيل ولادة ابنته، لأن سجلات المواليد الفلسطينية تسيطر عليها إسرائيل، وكان مطلوبًا منه الحصول على سبعة طوابع من سبعة مكاتب حكومية مختلفة. حرمه مكتب الدخل من ختمهم لأنه تأخر في دفع الضرائب، على الرغم من اقتطاعها تلقائيًا من راتبه. كان على زوجته، باستخدام أوراق هويتها، أن تقوم بنفس الجولات، وفي النهاية، اعترف بشهادة ميلاد. حتى عندما فُوضت بعض الصلاحيات للسلطة الفلسطينية، قُلص عدد المكاتب الفلسطينية المناسبة للعمل كـ «ساعي بريد»، وتمرير طلبات الحصول على تصاريح إلى الإدارة المدنية الإسرائيلية، حيث رُفض من 70 إلى 80 % منها على أساس غير مبرر « أسباب أمنية ».

### تصاريح العمل

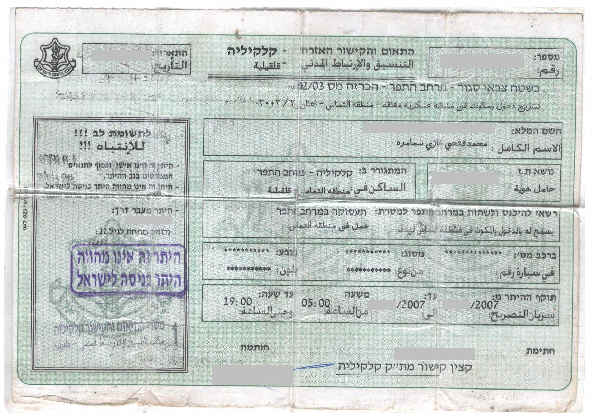
صورة لتصريح، تصريح العمل المطلوب للسكان الفلسطينيين الذين يعيشون في منطقة التماس أو بالقرب منها

قبل الانتفاضة الأولى، سُجل ما يقرب من70 000 فلسطيني على أنهم يعملون في إسرائيل، ما يمثل 33 % من القوة العاملة. بالإضافة إلى أن العمال غير المسجلين قد زادوا عن العدد الإجمالي للعمال الفلسطينيين في إسرائيل بنسبة 30-70 %. لطالما طلبت إسرائيل رسميًا تصريح عمل للفلسطينيين للعمل داخل إسرائيل، على الرغم من أنه قبل الانتفاضة الأولى كان هذا المطلب غير مطبق على نطاق واسع ويُوافق على الفلسطينيين الذين تقدموا بطلبات للحصول على تصريح بشكل تلقائي تقريبًا. أقامت إسرائيل شكلين جديدين من السيطرة خلال الانتفاضة، نظام تصاريح الدخول، في عام 1988، وفي عام 1991، عمليات الإغلاق التي منعت أي فلسطيني من مغادرة الضفة الغربية أو قطاع غزة لفترة من الزمن. في عام 1988 قدمت إسرائيل بطاقة هوية خضراء جديدة، على عكس البطاقات الحمراء والبرتقالية القديمة، منعت حامليها من دخول إسرائيل. مُنحت بطاقات التعريف هذه للأشخاص الذين اعتقلوا سابقًا، أو كانوا أعضاء نشطين في حزب سياسي، أو لديهم سجل مع الشاباك لسبب آخر. في العام التالي، أُصدرت بطاقات ممغنطة لعمال فلسطينيين من قطاع غزة تحتوي على «خلفية أمنية»، بما في ذلك أشياء مثل حالة فواتير الكهرباء والمياه. أي بيانات مهينة ستؤدي إلى حرمان العامل من الدخول.
بدأ إغلاق كامل الأراضي المحتلة أو جزء منها في عام 1991، على الرغم من انتشار هذه الممارسة بعد اتفاقيات أوسلو . عندما صدرت أوامر بالإغلاق، مُنع حتى الفلسطينيون الذين يحملون تصاريح دخول وعمل سارية المفعول من دخول إسرائيل. أُغلقت الأراضي الفلسطينية في عام 1994 لمدة 43 يومًا. وزاد ذلك إلى 104 يوم في عام 1996 و 87 يومًا أخرى في عام 1997. أدى كل إغلاق داخلي إلى منع ما يقرب من 200 000 فلسطيني، أو 80 % من القوى العاملة الفلسطينية، من الوصول إلى أماكن عملهم. هناك 13 معبرًا رئيسيًا يُسمح للفلسطينيين الحاملين لتصاريح العمل من خلالها بالمرور إلى إسرائيل. في فبراير 2018، زادت إسرائيل عدد تصاريح العمل للفلسطينيين إلى 100 000 تصريح. يطالب القانون الإسرائيلي الشركات بتقديم مزايا تشمل التأمين الصحي والمعاشات وأيام المرض للعمال الفلسطينيين الحاصلين على تصاريح، لكن العديد منهم يواصلون العمل دون تصاريح، وغالبا بأجور منخفضة.

### تصاريح زراعة الأرض
الفلسطينيون الذين انفصلوا عن ممتلكاتهم الزراعية نتيجة إقامة الجدار الفاصل يحتاجون إلى تصاريح للعمل في أراضيهم. يستشهد دانيال بيمان بحالة محمد جالود، من سكان عزبة جالود بالقرب من قلقيلية. تقع حقوله على بعد 10 دقائق سيرًا على الأقدام من منزله. عندما بُني الجدار، شيدت القرية بوابة دخول للعبور، لكنها في البداية منعت عبور الفلسطينيين. كان عليه ليعمل في مزرعته أن يمشي شمالًا عدة أميال، ويعبر في عزون عتمة بالتصريح المطلوب، ثم يتجه جنوبًا إلى ممتلكاته. في عام 2004، عندما أصبحت تصاريح العبور من قريته متاحة، مُنع من الحصول عليها، على أساس أنه كان لديه بالفعل تصريح للعبور إلى الشمال. أُلغي هذا التصريح الأول لأنه حصل الآن على دخول نظري إلى قريته، عزبة جالود، والذي لم يُمنح لأنه حصل على تصريح عزون عتمة. استغرق الأمر عامًا حتى حصل على التصريح المناسب للعبور مباشرة من قريته.

### تصاريح الإقامة والطرد
في عام 2007، أدخلت إسرائيل «تصاريح الإقامة» التي كانت مطلوبة للإقامة بشكل قانوني داخل الضفة الغربية. أُصدرت التصاريح للفلسطينيين الذين كان عنوانهم المسجل في سجل السكان الفلسطيني في الضفة الغربية. ومع ذلك، فقد جُمّد هذا السجل منذ عام 2000، مما أدى إلى رفض الفلسطينيين الذين تنقلوا بين غزة والضفة الغربية عندما لم يكن هناك حاجة للحصول على تصريح للقيام بذلك، من التصريح اللازم الآن لمواصلة الإقامة هناك. استأنفت برلنتي عزام، الطالبة في جامعة بيت لحم والتي انتقلت إلى الضفة الغربية من غزة في عام 2005، مثل هذه القضية إلى المحكمة العليا الإسرائيلية، عندما أوقفت عند نقطة تفتيش إسرائيلية في أكتوبر / تشرين الأول 2009، حيث تبين أن تصريح الإقامة المطلوب غير موجود، وطُردت إلى غزة في نفس الليلة. وجدت المحكمة أنها لم تحصل على تصريح الإقامة المطلوب، على الرغم من انتقالها إلى الضفة الغربية قبل تقديم هذه التصاريح ورُفضت جهودها لتحديث إقامتها في سجل السكان، وبالتالي أيدت سلطة القائد العسكري في طردها.  بعد عدة أشهر، أصدر القائد العسكري الأمر العسكري الإسرائيلي رقم 1650، الذي عدل الأمر العسكري رقم 329، وهو الأمر الذي صدر عام 1969 بعنوان «أمر بشأن منع التسلل». ووسع التعديل معنى «المتسلل» من أولئك الذين دخلوا الضفة الغربية من الدول المجاورة لإسرائيل التي كانت تعتبر دولًا معادية، وهي الأردن وسوريا ومصر ولبنان، ليشمل أيضًا الفلسطينيين الذين لا يحملون تصريح إقامة ساري المفعول. بصفتهم «متسللين»، فإن هؤلاء الأشخاص يتعرضون للطرد الفوري والمحاكمة بعقوبات تصل إلى سبع سنوات سجن. ترك الأمر عشرات الآلاف من الفلسطينيين عرضة للاعتقال والطرد.

## تصاريح البناء

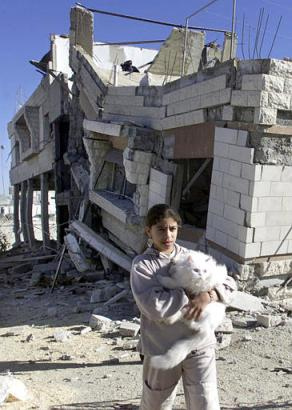
هدم منزل فلسطيني 2002

أدخلت إسرائيل سياسة تصاريح البناء في القدس الشرقية والمنطقة ج، مما جعل بناء المنازل للسكان الفلسطينيين يمثل تحديًا. وتشير التقديرات إلى أن 85 في المائة من المنازل الفلسطينية في القدس الشرقية تعتبر «غير قانونية»، أي أنه منذ عام 1967 بنى الفلسطينيون ما يقرب من 20 ألف منزلًا دون الحصول على تصاريح البناء الإسرائيلية اللازمة. هدمت السلطات الإسرائيلية بين عامي 1987 و2004 أربعمائة منزل فلسطيني. استبعدت إسرائيل آلاف الفلسطينيين من سجلها السكاني، مما حد من قدرتهم على الإقامة أو السفر من الضفة الغربية وقطاع غزة. بين عامي 1967 و2017، ألغت السلطات الإسرائيلية تصاريح الإقامة لأكثر من 130 ألف فلسطيني في الضفة الغربية و14565 في القدس الشرقية.
في عدد من الأحياء الفلسطينية في القدس الشرقية، لم تصدر إسرائيل، اعتبارًا من عام 2010، تصريح بناء واحدًا منذ عام 1967. وقد هُدّم 730 منزلا فلسطينيا في هذه المنطقة بين عامي 2000 و2009 بسبب عدم وجود التصاريح. إذا أخذنا القدس ككل، في عام 2004، سُجل 85 بالمائة من انتهاكات البناء المعروفة في القدس الغربية ذات الأغلبية اليهودية، ومع ذلك فإن 91 بالمائة من أوامر الهدم الإدارية تتعلق فقط بالقدس الشرقية.
عندما تُسيج قطع من الأرض عن أصحابها التقليديين، غالبًا عن طريق الإعلان عن أنها تقع داخل منطقة عسكرية مغلقة أو على الجانب الإسرائيلي من التماس من الجدار الفاصل، يُطلب إذن من الإدارة العسكرية للمالك للوصول إلى حقوله : تصبح رعاية مثل هذه المجالات مهمة بيروقراطية ومادية شاقة مع عدم السماح بالوصول في كثير من الأحيان إلا مرة واحدة فقط في السنة. نُقلت ممارسة رفض حق الانتفاع من أجل السماح بانتهاء حقوق الانتفاع لمدة 10 سنوات إلى المحكمة العليا الإسرائيلية التي جادلت في عام 2006 بأن رفض عرف الوصول كان أقرب إلى حرمان شخص من حقه في دخول حقه الخاص من أجل الدفاع عن نفسه من لص، حُكم لصالح المدعين، وأمر جيش الاحتلال الإسرائيلي بضمان القيام بكل شيء لضمان قدرة الفلسطينيين على رعاية بساتين الزيتون الخاصة بهم. وفقًا لإيروس برافرمان، فإن لوائح جيش الاحتلال الإسرائيلي اللاحقة، والتي تضمن حماية الأشجار في «مناطق الاحتكاك» المحددة (ezorei hikuch) ولكن ليس في أي مكان آخر، أدت إلى تعقيد المشكلة فقط. بحلول عام 2018، حُسبت المنح المقدمة إلى سكان الضفة الغربية من المناطق التي أعلنت إسرائيل أنها أراضي دولة، 99.7 بالمائة مُنحت للمستوطنات الإسرائيلية، مع 0.24 بالمائة (400 أكر (160 ها)) مخصصة للفلسطينيين الذين يشكلون 88 بالمائة من السكان.

## تصاريح الدراسة
واجه الطلاب من غزة الذين يحاولون الحصول على تصاريح دراسية للمؤسسات التعليمية المتقدمة في الضفة الغربية، مثل جامعة بيرزيت، صعوبات كبيرة في إكمال شهاداتهم، حتى لو مُنحت التصاريح. في التسعينيات، كانت هذه التصاريح للسفر والإقامة في الضفة الغربية سارية لمدة ثلاثة أشهر، وبعد ذلك كان لا بد من تجديدها. في المتوسط، أمضى طالب غزة 15 ساعة في الطابور للحصول على تجديد للشهر الرابع من كل فصل دراسي. إذا أُلغي التصريح، يجب على الطالب إعادة التشغيل. كان أحد شروط الحصول على تصريح هو أن يوقع شباب غزة بيانًا يدعم المفاوضات السياسية. لم تظهر أي أسباب على الإطلاق لسبب إلغاء تصاريح العديد من الطلاب.

## مقارنات مع الفصل العنصري في جنوب أفريقيا
يُقارن استخدام التصاريح للفلسطينيين بنظام الفصل العنصري في جنوب إفريقيا.
- كتب جان نيدرفين بيترس [الإنجليزية] أن استخدام تصاريح السفر للفلسطينيين في الأراضي المحتلة يتوازى مع قوانين المرور في جنوب إفريقيا.[41]
- قدمت هموكيد، منظمة حقوقية إسرائيلية، التماسًا إلى المحكمة العليا في إسرائيل للمطالبة بإلغاء نظام التصاريح على أساس أنه يؤسس بشكل فعال للفصل العنصري. جادلت هموكيد بأن طلب تصاريح من أحد السكان، الفلسطينيين، وليس من سكان آخرين، إسرائيليين، في نفس المنطقة «يمكن مقارنته حتمًا بقوانين المرور الخاصة بنظام الفصل العنصري في جنوب إفريقيا». [6]
- كتبت ساشا بولاكو-سورانسكي [الإنجليزية] أن هناك «تطورات مشابهة بشكل ينذر بالسوء في إسرائيل اليوم» لنظام قوانين المرور والتحكم في التدفق الذي وُضع في ظل نظام الفصل العنصري، وكتبت أنه لا توجد طرق «إسرائيلية فقط» تعبر الضفة الغربية، ولكن من غير القانوني الآن أن يقوم إسرائيلي بنقل فلسطيني في سياراته الخاصة دون الحصول على تصريح مناسب.[42]
- كتب آندي كلارنو من جامعة إلينوي في شيكاغو أن المقارنات بين الفصل العنصري في جنوب إفريقيا تُظهر أن «نظام الهيمنة السياسية في فلسطين / إسرائيل اليوم» هو شكل من أشكال الفصل العنصري يحتمل أن يكون أكثر تطرفًا من ذلك الذي مارسته حكومة جنوب إفريقية، التي كتبت أن الدراسات الأخيرة «تتعقب أوجه التشابه بين قوانين المرور في جنوب إفريقيا ونظام التصاريح الذي تستخدمه دولة إسرائيل لتصنيف وتتبع ومراقبة حركة الفلسطينيين من الأراضي المحتلة». [10]
- كتبت ليلى فرسخ أن تقسيم الضفة الغربية إلى ثماني مناطق لا يمكن للفلسطينيين مغادرتها دون تصريح أدى فعليًا إلى تحويل تلك المناطق إلى بانتوستانات.[43]
- كتبت عميرة هاس أن نظام التصاريح يعمل مثل نظام المرور العنصري، مشيرة إلى أنه بين عامي 1967 و 1991 كان للفلسطينيين حرية التنقل إلى حد كبير في جميع أنحاء الأراضي الفلسطينية وفي إسرائيل باستثناء بعض الاستثناءات المحددة ، وفي عام 1991 عُكس ذلك مع حرمان حرية الحركة مع استثناءات محدودة يحددها الإسرائيليون.[44]

## الملاحظات
1. ↑  «التصاريح الأكثر شيوعًا هي تلك التي تسمح للفلسطينيين بالعمل في إسرائيل أو في المستوطنات اليهودية في الضفة الغربية. ومع ذلك ، على مدى العقود ، نما نظام التصاريح إلى بيروقراطية ضخمة من ثلاثة أرقام»(Levinson 2011)
2. ↑  "حولت كل من جنوب إفريقيا وإسرائيل مسائل الأرض و"الديموغرافيا" (للالتزام بالتعبير اللطيف الإسرائيلي) إلى هواجس وطنية، وابتكرتا أنظمة متقنة للقمع والتمييز حولهما. كلاهما يعتبران نفسيهما «بؤر استيطانية للحضارة الغربية». كلاهما معتاد على ادعاء التبرير الكتابي والتمتع بدعم الدين المنظم محليًا (وإن لم يكن بالإجماع) ؛ كلاهما دولتان للأمن القومي مع تركيز واسع على مكافحة التمرد وأساليب الحرب النفسية. تمتد أوجه التشابه إلى المطبوعات الدقيقة أيضًا، مع قوانين المرور في جنوب إفريقيا، وبطاقات الهوية الإسرائيلية الخاصة للعرب (مختومة بحرف "B") ومتطلبات تصاريح السفر في الأراضي المحتلة" (Pieterse 1984, p. 65)
3. ↑  وصف الباحثان الإسرائيليان أرييلا أزولاي وأدير أوفير (2005) سيطرة إسرائيل على الضفة الغربية على أنها تفاعل بين «العنف المذهل» الذي يقتل على الفور و«العنف المعلق»، أي الإجراءات غير المميتة على الفور ، مثل نظام التصاريح. تدمير المنازل والطرق والآبار ؛ قيود على الحركة الحرمان من الوصول إلى الموارد المائية؛ نظام الطرق الالتفافية لليهود فقط ؛ جدار الفصل ووسائل أخرى لتقسيم الأراضي الفلسطينية إلى قطع منفصلة. «من بين جميع العناصر في عنف إسرائيل المعلق على الفلسطينيين ، ليس هناك ما هو أكثر شمولاً أو أكثر فعالية من نظام التصاريح». (Rubenberg 2019, pp. 234,237ff.)
4. ↑  التصاريح والترحيل والإغلاق وأدوات أخرى نجحت في منع الإرهابيين وساعدت في سحق الانتفاضة الثانية. ولكن هل فقط إسرائيل تزيد الأمور سوءًا على المدى الطويل؟ يعتقد الفلسطينيون أن الإجراءات الأمنية الإسرائيلية تجعل المزيد من العنف أمرًا لا مفر منه. وعلق زهير كردي، الصحفي الفلسطيني «الأب الشرعي للانتحاري هو الحاجز الإسرائيلي، بينما والدته هي التي تهدم المنزل». كما شجب 12 قائدًا إسرائيليًا متقاعدًا نقاط التفتيش، وزعم إيلان باز، المسؤول السابق في جيش الدفاع الإسرائيلي عن احتلال الضفة الغربية، أن هناك خطرًا جسيمًا «في جعل الشعب الفلسطيني يقف خلفه إلى الجدار، ولا يرى ضوءًا في نهاية النفق، غير قادرين على تحسين اقتصادهم، غير قادرين على التنقل من مكان إلى آخر. وهذا يخلق واقعًا يخلق الرعب».(Byman 2011, p. 168)
5. ↑  «لإعطاء مثال على الطبيعة التعسفية للممارسة، نجح مدرس جامعي أراد حضور مؤتمر في الولايات المتحدة في مايو 1989، بتكلفة مالية كبيرة، في الحصول على جميع الطوابع اللازمة ثم ظهر أمام مسؤول التصريح في إدارة مدنية. مزق الأخير نموذج الطلب باختصار بكل الطوابع التي حصل عليها بشق الأنفس بمجرد أن اكتشف أن مقدم الطلب كان محاضرًا في الجامعة المحلية.» (Hiltermann 1990, p. 88)

## الهوامش
- 1: 3 412 فلسطيني من 2.3 مليون نسمة.
- 2: بما في ذلك من إسرائيل.
- 3: حوالي 50 000 فلسطيني في 38 منطقة، وفقًا لأرقام عام 2012.[3]
- 4:وكلا الأخيرين غالبًا ما يعمل بهما متعاونون.

### اقتباسات
1. 1 2  Berda 2017a.
2. 1 2 3  Gross 2017.
3. 1 2 3 4 5 6 7 8 9 10  Al-Qadi 2018.
4. ↑  Levinson 2011.
5. 1 2 3 4 5 6 7 8 9  Gordon 2008a.
6. 1 2 3 4 5  Cahana & Kanonich 2013.
7. 1 2  Peteet 2017.
8. ↑  Abowd 2014.
9. 1 2  Lentin 2018.
10. 1 2  Clarno 2017.
11. 1 2  Ben-Naftali, Sfard & Viterbo 2018.
12. ↑  Essed et al. 2018.
13. ↑  Loewenstein 2006.
14. 1 2  Laub & Daraghmeh 2018.
15. 1 2  Azoulay & Ophir 2012.
16. ↑  Ehrenreich 2016.
17. 1 2 3  Berda 2017b.
18. 1 2  Khalidi 2006.
19. ↑  Peteet 1994.
20. 1 2  Playfair 1988.
21. 1 2  Handel 2010.
22. ↑  Shehadeh 1985a.
23. 1 2 3  Ziai 2001.
24. ↑  Littman 2018.
25. ↑  Hass 2021.
26. ↑  Hass 2018.
27. ↑  Lazar 1990.
28. ↑  Gordon 2008b.
29. ↑  Booth & Taha 2017.
30. ↑  Zaken 2018.
31. ↑  Glanz & Nazzal 2016.
32. ↑  Byman 2011.
33. 1 2 3  Margalit & Hibbin 2011.
34. ↑  Amnesty International 2010.
35. ↑  OCHA oPt 2010.
36. ↑  Braverman 2007.
37. ↑  HRW 2017.
38. ↑  Van Esveld 2010.
39. ↑  Braverman 2009.
40. ↑  Kershner 2018.
41. ↑  Pieterse 1984.
42. ↑  Polakow-Suransky 2010.
43. ↑  Farsakh 2015.
44. ↑  Hass 2010.

### المعلومات الكاملة للمراجع
- Abowd، Thomas Philip (2014). Colonial Jerusalem: The Spatial Construction of Identity and Difference in a City of Myth, 1948-2012. Syracuse University Press. ISBN:978-0-815-65261-8. مؤرشف من الأصل في 2023-05-01.
- Al-Qadi، Nasser (2018). The Israeli Permit Regime: Realities and Challenges. معهد الأبحاث التطبيقية – القدس. مؤرشف من الأصل في 2023-02-19.
- Azoulay، Ariella؛ Ophir، Adi (2012). The One-State Condition: Occupation and Democracy in Israel/Palestine. Stanford Studies in Middle Eastern and Islamic Societies and Cultures. ترجمة: Tal Haran. Stanford University Press. ISBN:978-0-8047-8433-7. مؤرشف من الأصل في 2023-05-01.
- Ben-Naftali، Orna؛ Sfard، Michael؛ Viterbo، Hedi (2018). The ABC of the OPT: A Legal Lexicon of the Israeli Control over the Occupied Palestinian Territory. مطبعة جامعة كامبريدج. ISBN:978-1-107-15652-4. مؤرشف من الأصل في 2020-11-12.
- Berda، Yael (2017b). Living Emergency: Israel's Permit Regime in the Occupied West Bank. Stanford University Press. ISBN:978-1-5036-0529-9. مؤرشف من الأصل في 2023-05-05.
- Berda، Yael (16 نوفمبر 2017a). "Israel's Expanding Permit Regime". Stanford University Press Blog. مؤرشف من الأصل في 2023-05-03. اطلع عليه بتاريخ 2019-04-07.
- Booth، William؛ Taha، Sufian (25 مايو 2017). "A Palestinian's daily commute through an Israeli checkpoint". واشنطن بوست. مؤرشف من الأصل في 2023-03-22. اطلع عليه بتاريخ 2019-04-25.
- Bornstein، Avram S. (2002). Crossing the Green Line Between the West Bank and Israel. دار نشر جامعة بنسلفانيا  [لغات أخرى]‏. ISBN:978-0-812-21793-3. مؤرشف من الأصل في 2023-05-01.{{استشهاد بكتاب}}:  صيانة الاستشهاد: علامات ترقيم زائدة (link)
- Braverman، Irus (Spring 2007). "Powers of Illegality: House Demolitions and Resistance in East Jerusalem". Law and Social Inquiry. ج. 32 ع. 2: 333–372. DOI:10.1111/j.1747-4469.2007.00062.x. JSTOR:20108706. S2CID:145121175. مؤرشف من الأصل في 2023-02-19.
- Braverman، Irus (سبتمبر 2008). ""The Tree Is the Enemy Soldier": A Sociolegal Making of War Landscapes in the Occupied West Bank". مراجعة القانون والمجتمع. ج. 42 ع. 3: 449–482. DOI:10.1111/j.1540-5893.2008.00348.x. JSTOR:29734134.
- Braverman، Irus (نوفمبر 2009). "Uprooting Identities: The Regulation of Olive Trees in the Occupied West Bank". الرابطة الأمريكية للأنثروبولوجيا. ج. 32 ع. 2: 237–264. DOI:10.1111/j.1555-2934.2009.01061.x. JSTOR:24497464. مؤرشف من الأصل في 2023-02-19.
- Byman، Daniel (2011). A High Price: The Triumphs and Failures of Israeli Counterterrorism. دار نشر جامعة أكسفورد. ص. 168. ISBN:978-151139680-6. مؤرشف من الأصل في 2022-05-27 – عبر أرشيف الإنترنت.
- Cahana، Aelad؛ Kanonich، Yonatan (مارس 2013). The Permit Regime Human Rights Violations in West Bank Areas Known as the "Seam Zone" (PDF). ترجمة: Maya Johnston. هموكيد. ISBN:978-9-657-62501-9. مؤرشف من الأصل (PDF) في 2023-02-19.
- Clarno، Andy (2017). Neoliberal Apartheid: Palestine/Israel and South Africa After 1994. دار نشر جامعة شيكاغو. ISBN:978-0-226-43009-6. مؤرشف من الأصل في 2023-04-19.
- Ehrenreich، Ben (2016). The Way to the Spring: Life and Death in Palestine. جرانتا. ISBN:978-1-783-78312-0. مؤرشف من الأصل في 2023-04-21.
- Essed، Philomena؛ Farquharson، Karen؛ Pillay، Kathryn؛ White، Elisa Joy، المحررون (2018). Relating Worlds of Racism: Dehumanisation, Belonging, and the Normativity of European Whiteness. Palgrave Macmillan. ISBN:978-3-319-78990-3. مؤرشف من الأصل في 2019-04-21.
- Farsakh، Leila (2015). "Apartheid, Israel and Palestinian Statehood". في Pappé، Ilan (المحرر). Political Awakenings: Conversations with History. دار زيد للنشر. ص. 161–189. ISBN:978-178360592-7.
- Filiu، Jean-Pierre (2014). Gaza: A History. دار نشر جامعة أكسفورد. ISBN:978-0-19-020191-3. مؤرشف من الأصل في 2023-04-17.
- Glanz، James؛ Nazzal، Rami (20 يونيو 2016). "Smugglers in West Bank Open Door to Jobs in Israel, and Violence". نيويورك تايمز. مؤرشف من الأصل في 2023-05-03.
- Gordon، Neve (2008a). Israel's occupation. دار نشر جامعة كاليفورنيا. ISBN:978-0-520-25531-9. مؤرشف من الأصل في 2023-04-15.
- Gordon، Neve (2008b). "From Colonization to Separation: exploring the structure of Israel's occupation". Third World Quarterly. ج. 29 ع. 1: 25–44. DOI:10.1080/01436590701726442. ISSN:0143-6597. S2CID:145554435.
- Gross، Aeyal (2017). The Writing on the Wall: Rethinking the International Law of Occupation. مطبعة جامعة كامبريدج. ISBN:978-1-107-14596-2. مؤرشف من الأصل في 2023-05-05.
- Handel، Ariel (2010). "Exclusionary surveillance and spatial uncertainty in the occupied Palestinian territories". في Zureik، Elia؛ Lyon، David؛ Abu-Laban، Yasmeen (المحررون). Surveillance and Control in Israel/Palestine: Population, Territory and Power. روتليدج (دار نشر). ص. 259–274. ISBN:978-1-136-93097-3.
- Hass، Amira (2010). "Seeking Truth". في Kreisler، Harry (المحرر). Political Awakenings: Conversations with History. The New Press. ص. 101–119. ISBN:978-1-595-58552-3.
- Hass، Amira (13 أكتوبر 2018). "Israel Seeks to Deport to Brazil Man Who Has Lived Almost Entire Life in West Bank". هاآرتس. مؤرشف من الأصل في 2023-05-03.
- Hass، Amira (14 يناير 2019). "When Freud Visits Israel's Civil Administration in the West Bank". هاآرتس. مؤرشف من الأصل في 2023-05-03. اطلع عليه بتاريخ 2019-04-09.
- Hass، Amira (8 أغسطس 2021). "Israeli Soldiers Kill an 11-year-old Palestinian, and His Brother Still Hears the Shooting". هاآرتس. مؤرشف من الأصل في 2023-05-02. اطلع عليه بتاريخ 2021-08-08.
- Hiltermann، Joost R. (Winter 1990). "Israel's Strategy to Break the Uprising". مجلة الدراسات الفلسطينية. ج. 19 ع. 3: 87–98. DOI:10.2307/2537415. JSTOR:2537415.
- "The Humanitarian Monitor: OPT (April 2010) - OCHA report" (PDF). OCHA oPt. 20 مايو 2010. مؤرشف من الأصل (PDF) في 2016-06-06.
- "Israel: 50 Years of Occupation Abuses". هيومن رايتس ووتش. 4 يونيو 2017. مؤرشف من الأصل في 2023-01-07.
- Kershner، Isabel (17 يوليو 2018). "In West Bank, 99.7% of Public Land Grants by Israel Go to Settlers". نيويورك تايمز. مؤرشف من الأصل في 2023-05-01.
- Khalidi، Rashid (2006). The Iron Cage: The Story of the Palestinian Struggle for Statehood. Beacon Press. ص. 200. ISBN:978-0-807-00315-2. مؤرشف من الأصل في 2021-11-15 – عبر أرشيف الإنترنت.
- Laub، Karin؛ Daraghmeh، Mohammed (30 أبريل 2018). "For Palestinians, Israeli permits a complex tool of control". أسوشيتد برس. مؤرشف من الأصل في 2023-05-02. اطلع عليه بتاريخ 2019-04-20.
- Lazar، Hadara (فبراير 1990). The system of taxation in the West Bank and Gaza Strip as an instrument for the enforcement of Authority during the Uprising. بتسيلم. مؤرشف من الأصل (DOC) في 2022-12-26.
- Lentin، Ronit (2018). Traces of Racial Exception: Racializing Israeli Settler Colonialism. دار بلومزبري. ISBN:978-1-350-03205-7. مؤرشف من الأصل في 2023-05-05.
- Levinson، Chaim (23 ديسمبر 2011). "Israel Has 101 Different Types of Permits Governing Palestinian Movement". هاآرتس. مؤرشف من الأصل في 2023-05-02.
- Littman، Shany (12 أبريل 2018). "How the Shin Bet got unlimited power to decide which Palestinians are allowed into Israel". هاآرتس. مؤرشف من الأصل في 2023-05-02.
- Loewenstein، Jennifer (أغسطس 2006). "Identity and movement control in the OPT" (PDF). Forced Migration Review. Refugee Studies Centre. ج. 26: 24–26. مؤرشف من الأصل (PDF) في 2023-02-19.
- Margalit، Alon؛ Hibbin، Sarah (2011). "Unlawful Presence of Protected Persons in Occupied Territory? An Analysis of Israel's Permit Regime and Expulsions from the West Bank under the Law of Occupation". في Schmitt، Michael N.؛ وآخرون (المحررون). Yearbook of International Humanitarian Law. مطبعة جامعة كامبريدج؛ Springer; Asser Press. ج. 13. ص. 245–282. DOI:10.1007/978-90-6704-811-8_7. ISBN:978-90-6704-810-1.
- "New Israeli military order could increase expulsions of West Bank Palestinians". منظمة العفو الدولية. 28 أبريل 2010. مؤرشف من الأصل في 2023-05-02.
- Peteet، Julie (فبراير 1994). "Male Gender and Rituals of Resistance in the Palestinian "Intifada": A Cultural Politics of Violence". American Ethnologist. ج. 21 ع. 1: 31–49. DOI:10.1525/ae.1994.21.1.02a00020. JSTOR:646520.
- Peteet، Julie (2017). Space and Mobility in Palestine. Public Cultures of the Middle East and North Africa. مطبعة جامعة إنديانا. ISBN:978-0-253-02511-1. مؤرشف من الأصل في 2022-09-22.
- Pieterse، Jan (1984). "State Terrorism on a Global Scale: The Role of Israel". Crime and Social Justice. 21–22 ع. 4: 58–80. JSTOR:29766230.
- Playfair، Emma (Fall 1988). "Israel's Security Needs in the West Bank, Real and Contrived". Arab Studies Quarterly. ج. 10 ع. 4: 406–423. JSTOR:41857980.
- Polakow-Suransky، Sasha (2010). The Unspoken Alliance: Israel's Secret Relationship with Apartheid South Africa. Jacana Media. ISBN:978-1-770-09840-4. مؤرشف من الأصل في 2022-09-27.
- Rubenberg، Cheryl (2019). "The Palestinians: Justice Denied". في Hoffman، Valerie J. (المحرر). Making the New Middle East: Politics, Culture, and Human Rights. Syracuse University Press. ص. 222–283. ISBN:978-0-815-65457-5.
- Shehadeh، Raja (1985a). Occupier's law: Israel and the West Bank. مؤسسة الدراسات الفلسطينية. ISBN:978-0-887-28149-5.
- Shehadeh، Raja (Spring–Summer 1985b). "Some Legal Aspects of Israeli Land Policy in the Occupied Territories". Arab Studies Quarterly. ج. 7 ع. 2–3: 42–61. JSTOR:41857768.
- Van Esveld، Bill (19 ديسمبر 2010). Separate and Unequal: Israel's Discriminatory Treatment of Palestinians in the Occupied Palestinian Territories (PDF). هيومن رايتس ووتش. مؤرشف من الأصل (PDF) في 2023-01-04.
- Zaken، Dan (22 فبراير 2018). "Israel to issue 20,000 more work permits to Palestinians". جيروزاليم بوست. مؤرشف من الأصل في 2023-05-02. اطلع عليه بتاريخ 2019-04-26.
- Ziai، Fatemeh (2001) [First published 1999]. "Human rights violations as an obstacle to economic development: restrictions on movement in the West Bank and the Gaza Strip". في Wright Jr، J.W. (المحرر). The Political Economy of Middle East Peace: The Impact of Competing Trade Agendas. روتليدج (دار نشر). ص. 128–153. ISBN:978-1-134-69013-8.
- Zureik، Elia (2015). Israel's Colonial Project in Palestine: Brutal Pursuit. روتليدج (دار نشر). ISBN:978-1-317-34046-1. مؤرشف من الأصل في 2023-02-21.

## روابط خارجية
- إجراءات دخول جديدة تُفاقم عزلة الفلسطينيين،2023، هيومن رايتس ووتش
- إجابة السؤال الأكثر شيوعا.. كيف يمكنني زيارة القدس؟